# Wojciech Stanisław Chrościński
Wojciech Stanisław Chrościński (auch: Stanislaus Adalbertus Chruściński  * 1665 in Warschau, Polen-Litauen; † nach 1722) war ein polnischer Schriftsteller des Barocks, Übersetzer und Soldat. Chrościński war bürgerlicher Herkunft. Er wurde von König Johann III. Sobieski in den Adelsstand erhoben und der Wappengemeinschaft Junosza zugeteilt.

## Leben
Chrościński war Höfling von Andrzej Modrzewski und später Michael Stephan Radziejowski. Er nahm als Soldat an der Schlacht am Kahlenberg teil und schrieb 1684 ein Gedicht über die Schlacht. 1685 stieg er zum königlichen Sekretär am Hof von Johann III. Sobieski auf. Später wurde er Verwalter der königlichen Kanzlei. Am Hof übersetzte er Lyrik von Ovid und Lucanus. Nach dem Tod des Königs unterstützte er dessen Sohn Jakob Louis Heinrich Sobieski, dem es jedoch nicht gelang, die Königskrone zu erlangen. Zeitlebens war Chrościński ein Unterstützer der Sobieski und verfasste politische Lyrik, die die Verhältnisse nach der Wahl August des Starken beklagte. Unmittelbar nach dessen Wahl verließ Chrościński Warschau und ließ sich auf dem Land nieder und widmete sich neben politischer auch religiöser Lyrik. Er heiratete 1689 Agnieszka Woodów und nach deren Tod 1711 Apolonia Otwinowska.